# Rio Calul Bălan
O Rio Calul Bălan é um rio da Romênia, afluente do Tisa, localizado no distrito de Braşov.